# Якутский речной порт
Якутский речной порт (сокр. ЯРП) — речной порт (до 1959 года — пристань) на реке Лене, крупнейший речной порт в Республике Саха (Якутии). Расположен в городе Якутске на левом берегу Лены в 1530 км от устья. Играет большую роль в обеспечении Якутии и других районов северо-востока России народнохозяйственными грузами. Одно из ключевых звеньев «северного завоза».
Также, так называется объединение юридических лиц — «Холдинговая компания „Якутский речной порт“», которая располагается на производственной базе порта и использует его мощности и инфраструктуру в своей коммерческой деятельности.

## История
История регулярного судоходства на Лене начинается с конца XIX века. Пристани в Якутске находились в разное время на разных местах, известна пристань на Зелёном лугу возле лабаза «Кружало». 25 сентября 1900 года считается датой образования стационарной речной пристани в Якутске для обслуживания рейсов почтово-пассажирского пароходства купца Николая Глотова.
1917—1930 гг. — на участке «Гольминка» расположена контора-избушка.
1930—1939 гг. — построены контора, 5 складов площадью 2117 м², грузовые площадки — 1519 м². Все сооружения пристани были сделаны из карбасных плашек. На участке «Даркылах» (7 км ниже Гольминки) построены 4 склада площадью 1605 м².
1940—1953 гг. — пристань имела 8 причалов протяжённостью 660 м на естественном берегу. Погрузо-разгрузочные работы производились кранами «Старый Бурлак», транспортёрами и вручную. Для ремонтных работ на Гольминке построены мастерские, состоящие из механического, столярного и кузнечного цехов.
1953—1957 гг. — в состав Якутской пристани переданы Якутские судоремонтные мастерские, Якутская пристань Северо-Якутского пароходства и «Лензолотофлота», Якутский эксплуатационный участок Управления малых рек при Совете Министров ЯАССР, Якутский узел связи и типография Ленского пароходства.
1958—1959 гг. — пристань переименована в Якутский речной порт. В связи с постройкой железнодорожной линии Тайшет — Лена, расширением порта Осетрово и увеличением грузопотока на направлении Усть-Кут — Якутск, Министерством речного флота РСФСР принято решение о строительстве в г. Якутске речного порта.
В 30-е — 50-е годы XX в. основная пристань находилась в местности Даркылах, в 5 км ниже по течению от современного порта. Современный Якутский речной порт, работающий с 1966 года, расположен в городе Якутске на левом берегу реки Лены в местности Гольминка. Для его постройки, для создания затона для порта в 1960 г. протока Городская была перегорожена оградительной дамбой, после чего в ней исчезло течение, и из протоки она превратилась в два не сообщающихся друг с другом залива Лены. Речной порт расположен ниже дамбы, и та часть бывшей Городской протоки, на которой стоит порт и которая соединяет его с фарватером Лены, в среде речников называется «каналом».
1960—1966 гг. — построена ряжевая стенка, обустроен подводный канал, установлены первые краны. 1966 г. — произведена первая погрузка и разгрузка флота на причалах нового порта. Переработано 8000 тонн грузов.
В последующие годы — с ростом объёмов переработки грузов, грузопассажирских перевозок наращивались производственные мощности порта. В 1973 г. было закончено строительство 1-й очереди порта в составе механизированных причалов протяжённостью 460 м. Пассажирский район с вокзалом построен в 1972 г.
1994 г. — в рамках программы разгосударствления ЯРП вышел из состава Ленского объединённого речного пароходства, образовав ОАО «Якутский речной порт».
2003 г. — ОАО преобразовано в Холдинговую компанию «Якутский речной порт».

## Функции

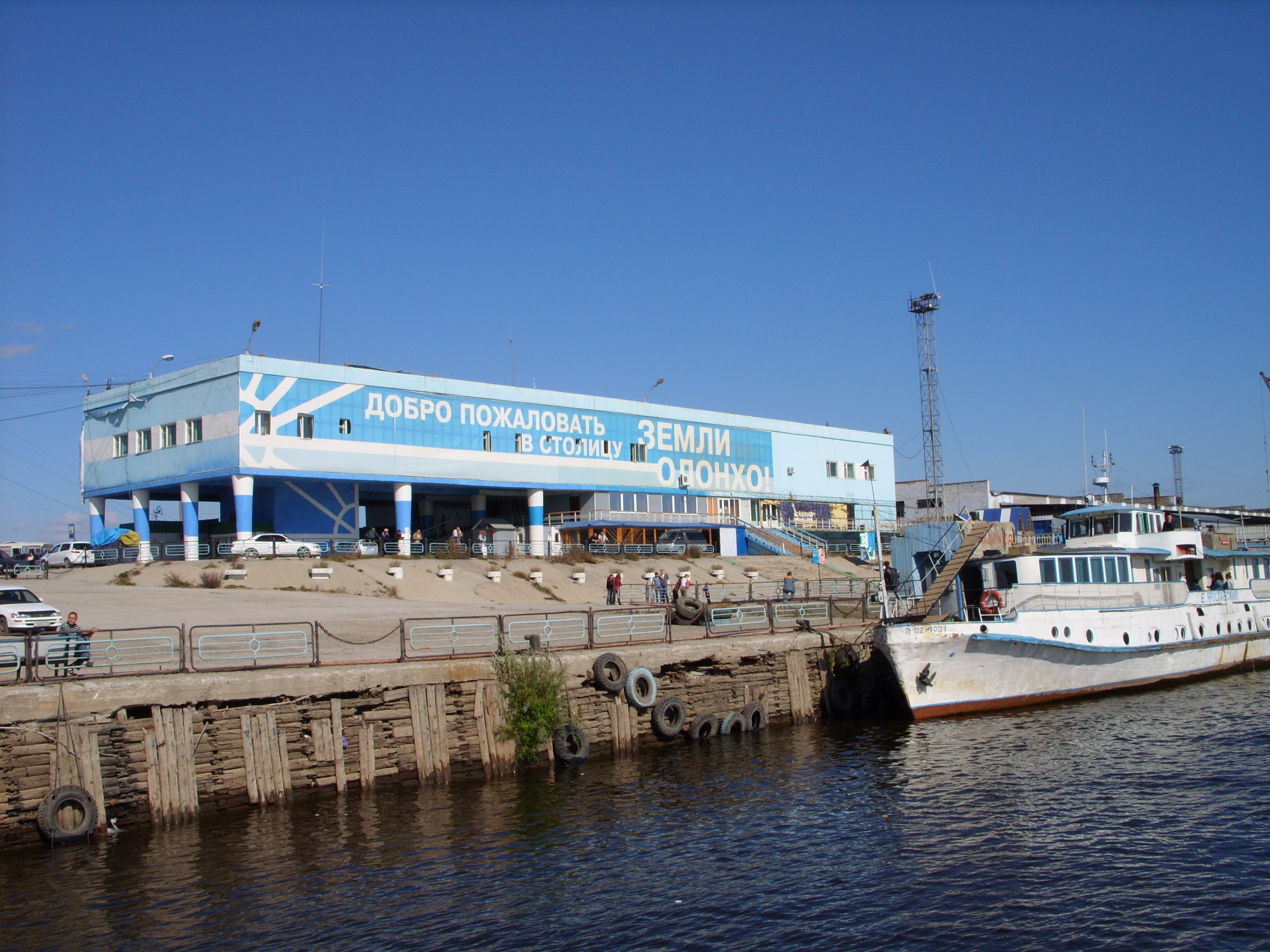
В Якутском речном порту. Здание речного вокзала

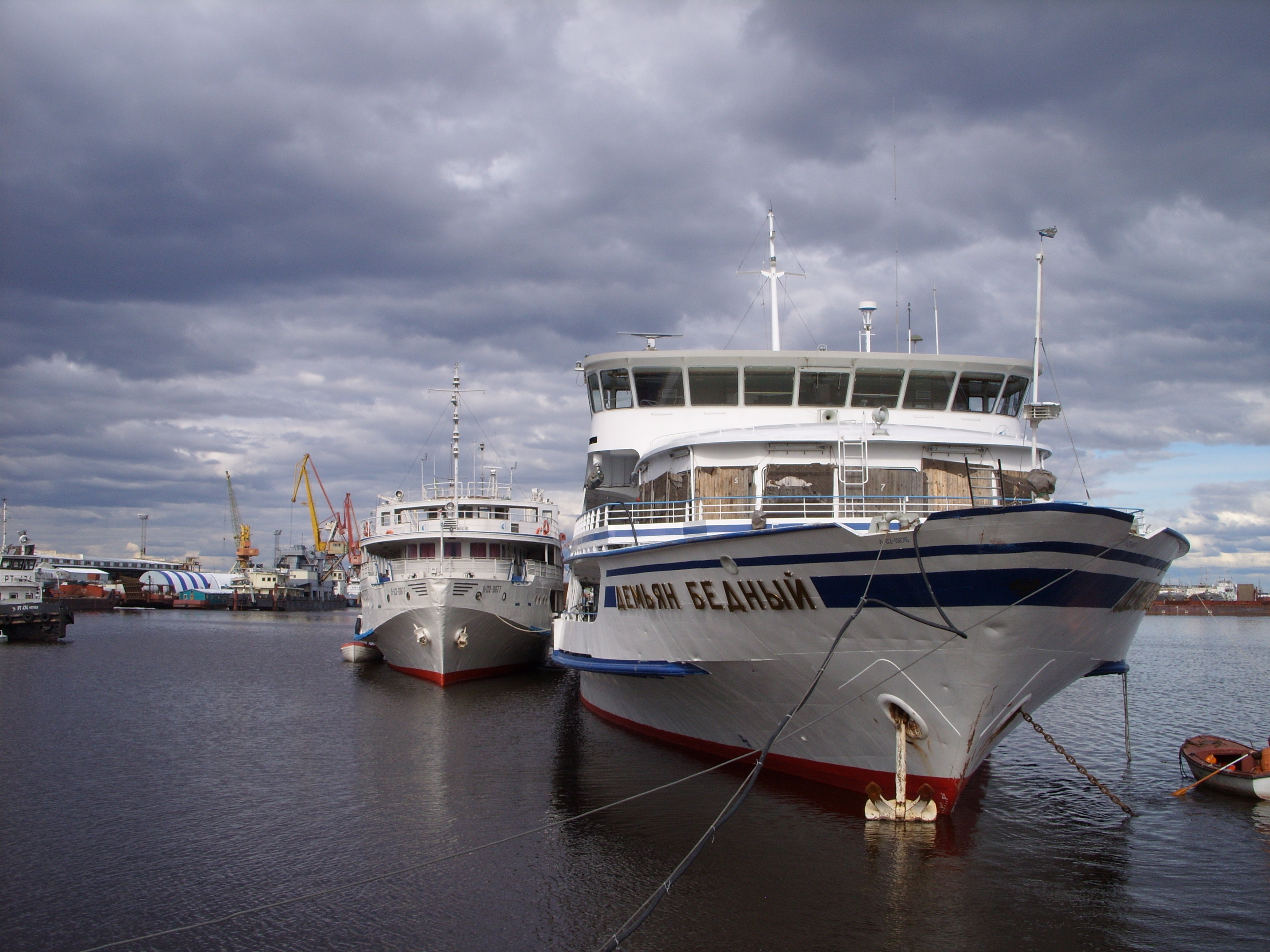
Теплоходы «Демьян Бедный» и «Механик Кулибин» в порту

Играет основную роль в перевалке грузов, поступающих в Якутск из Осетрово и обеспечивает перевозки местных грузов и пассажиров. Принимает и отправляет в северные районы Якутии, а также частично на север Красноярского края и на Чукотку, промышленные, продовольственные товары, машины, оборудование, металлы, стройматериалы, уголь, химические грузы.
На сегодняшний день речной порт «Якутск» является мощным предприятием республики, оснащенным как отечественной, так и импортной перегрузочной техникой. Погрузочно-разгрузочные работы осуществляются портальными кранами «Ganz» на благоустроенных причалах порта и плавучими кранами у естественного берега. Общая протяжённость грузовых причалов составляет около 1,5 км. Порт располагает 59 единицами портальных кранов, автопогрузчиков и плавучих кранов. Собственный флот порта составляет 119 единиц, из них: грузовой флот — 57 ед., пассажирский флот — 19 ед., грузопассажирский флот — 6 ед., стоечный флот — 18 ед., специальный флот — 19 ед.
В состав Якутского речного порта входят Нюрбинская пристань, причалы в посёлках Нижний Бестях и Мохсоголлох.
Основными видами деятельности порта являются:
- грузовые и пассажирские перевозки на территории Ленского бассейна;
- оказание услуг по переработке поступающих и отправляемых грузов, в том числе крупногабаритных и тяжеловесных грузов;
- хранение и депонация грузов, хранение таможенных грузов, поступающих в порт Якутск, контроль за надлежащим складированием и хранением;
- аренда складских помещений;
- переработка грузов на причалах, принадлежащих порту Нижний Бестях и Мохсоголлох по расценкам, действующим в порту.

Вспомогательные виды деятельности:
- предоставление услуг такелажного цеха, который выполняет работы по изготовлению и ремонту различных грузо-захватных устройств, изготовление траверс, стропов различных грузоподъемностей, сварочные работы.
- добыча строительных минеральных материалов (песчано-гравийная смесь), производство пиломатериалов, строительных и столярных изделий, производство щебня, мелкоштучных бетонных блоков, сбор и перевозка лома цветных и чёрных металлов, выпуск печатной продукции и др.[2]

Период навигации, обусловленный резко континентальным климатом, составляет 135—150 суток (с использованием ледоколов на паромной линии через Лену — чуть дольше).

## Холдинговая компания «Якутский речной порт»

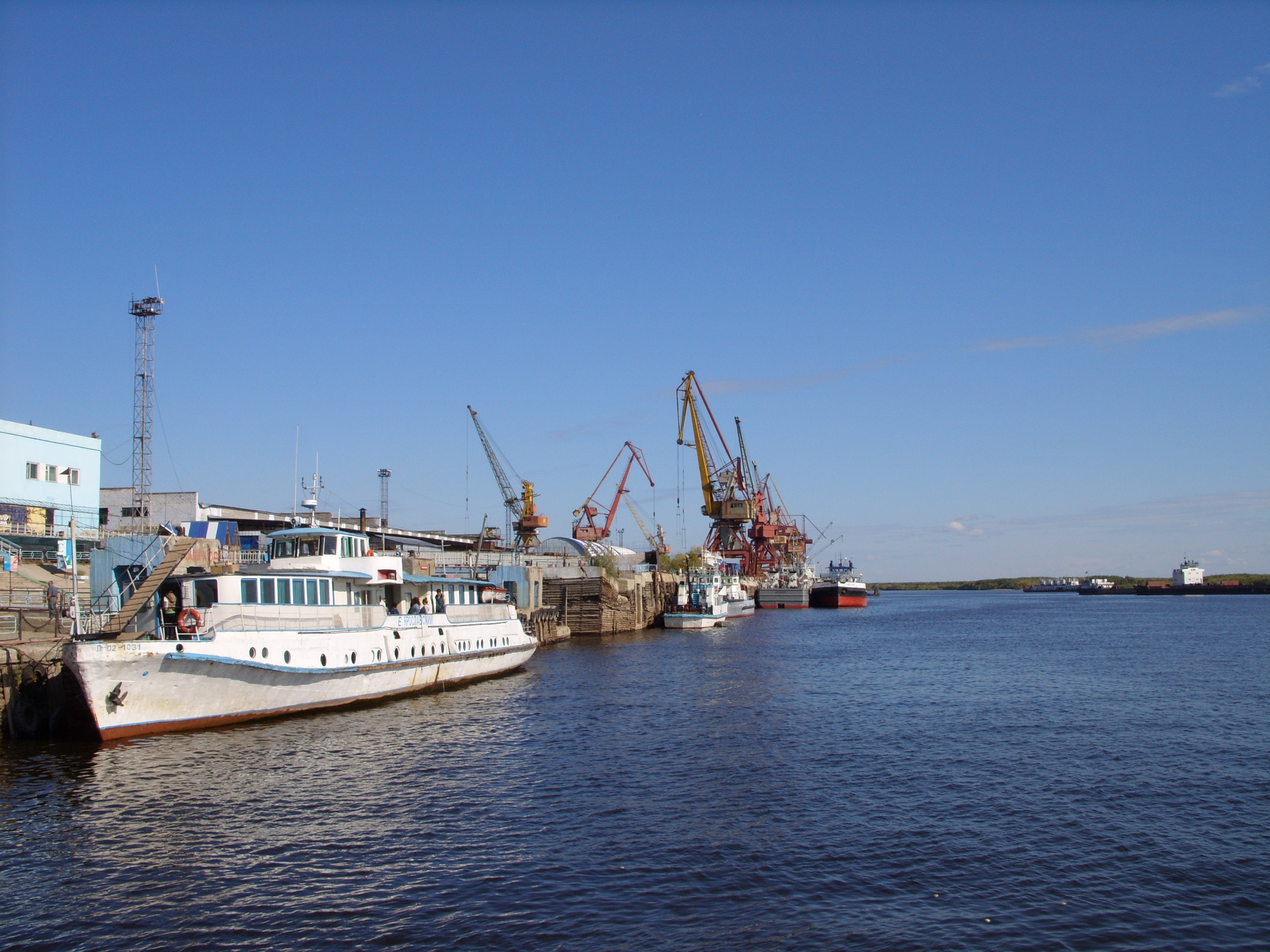
В порту

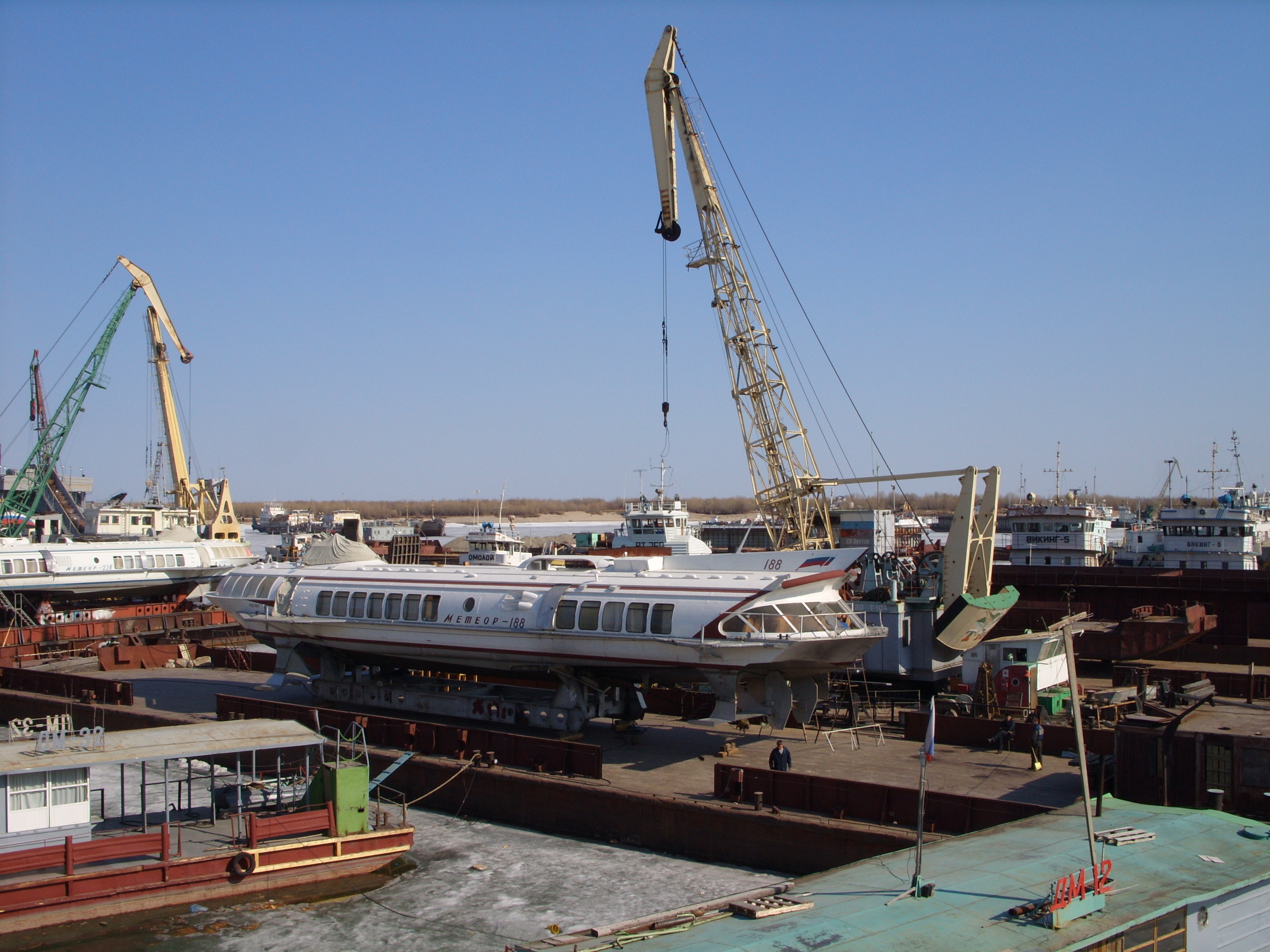
Суда на зимнем отстое в порту Якутска

В советское время Якутский речной порт как предприятие функционировал как структурное позразделение единого ЛОРПа. Затем, в 1994—2003 гг. существовало «ОАО „Якутский речной порт“». После чего было принято решение преобразовать ОАО в холдинговую компанию.
ООО Холдинговая компания «Якутский речной порт» было образовано в апреле 2003 года. Профиль деятельности — управление холдингом.
ХК «Якутский речной порт» представляет собой группу компаний, каждая из которых является самостоятельным юридическим лицом, связанных между собой отношениями по управлению их деятельностью головной компанией.
Система управления в Холдинге построена на принципе стратегического управления. Головная компания не вмешивается в оперативное управление деятельностью предприятий Холдинга, осуществляя контроль ключевых показателей эффективности своих компаний, вырабатывая единую стратегию развития бизнесов и инвестиционною политику, а также единое корпоративное управление.
ХК «Якутский речной порт» предоставляет комплекс транспортных услуг, связанных с перевозкой грузов и пассажиров речным транспортом в бассейне р. Лена от порта Осетрово до Жиганска, включая боковые притоки р. Алдан и р. Вилюй, а также переработкой и хранением груза в портовых терминалах.
В структуру Холдинга входят восемь предприятий, в том числе:
- ООО Холдинговая компания «Якутский речной порт». Профиль деятельности: управление холдингом.
- ООО Судоходная компания «Якутск». Профиль деятельности: перевозка грузов, реализация песка и ПГС, погрузо-разгрузочные работы, паромная переправа.
- ООО Речной порт «Якутск». Профиль деятельности: переработка и хранение груза, погрузо-разгрузочные работы.
- ООО «Пассажирское Райуправление». Профиль деятельности: пассажирские перевозки, чартерные туристические рейсы.
- ООО Судоходная компания «Вилюй». Профиль деятельности: перевозка грузов, перевозка пассажиров.
- ООО «Столовая речного порта». Профиль деятельности: организация общественного питания.
- ООО «Типография речного порта». Профиль деятельности: выпуск печатной продукции.
- ИП Производственный участок «СтройБлок». Профиль деятельности: производство щебня, мелкоштучных бетонных блоков[5].

## Проблемы
Старение и ветшание оборудования порта, в частности, портальных кранов, которые бессменно служат с советских времён, с 70-х годов XX века. В 2013 году Якутский межрайонный отдел по исполнению особо важных исполнительных производств Управления Федеральной службы судебных приставов РС(Я) приостановил деятельность всех нелицензированных кранов, принадлежащих ООО Речной порт «Якутск». Была проведена плановая проверка, которая выявила ряд нарушений, в том числе истекший срок службы всех кранов, что является нарушением нормативов промышленной безопасности опасных производственных объектов. Позже гендиректор ХК «Якутский речной порт» Радий Васильев заявил, что «Краны все в исправном, рабочем состоянии. Да, технический срок службы превышен. Но по законодательству это допустимо, если есть заключение экспертизы промышленной безопасности».

## В художественной литературе
Повести Ивана Ласкова «На подводных крыльях» и «Туман» — о речниках Якутии, базирующихся в речном порту Якутска. См. в книге: Ласков И. А. Лето циклонов (недоступная ссылка). Повести, рассказы. — М.: Советский писатель. 1987. — 432 с.